# Pretty Smart
Pretty Smart é uma série de comédia norte-americana criada por Jack Dolgen e Doung Mand e estreada dia 08 de outubro de 2021, na Netflix. O elenco conta com Emily Osment, Gregg Sulkin, Olivia Mackiln, Cinthya Carmona e Michael Hsu Rosen.

## Produção
Em 5 de março de 2021, a Netflix deu à produção um pedido de série que consistia em dez episódios. O projeto Dolgen/Mand/Kang então sem título é assim criado por Jack Dolgen e Doug Mand. Após o anúncio do pedido da série, Emily Osment e Gregg Sulkin foram escalados para estrelar. Em 29 de março de 2021, Olivia Macklin, Michael Hsu Rosen e Cinthya Carmona se juntaram ao elenco principal. A série foi filmada no Sunset Bronson Studios em Hollywood, Califórnia. A série foi posteriormente intitulada Pretty Smart e estreou em 8 de outubro de 2021.

## Episódios
| Nº | Título                                          | Dirigido por       | Escrito por                   | Lançamento            |
| -- | ----------------------------------------------- | ------------------ | ----------------------------- | --------------------- |
| 1  | "Guess what?! Claire’s sister is coming!"       | Pamela Fryman      | Jack Dolgen & Doug Mand       | 08 de Outubro de 2021 |
| 2  | "Get this! Chelsea got a package!"              | Pamela Fryman      | Jack Dolgen & Doug Mand       | 08 de Outubro de 2021 |
| 3  | Did you hear?! Chelsea ran into Margot!"        | Pamela Fryman      | Caitlin Meares                | 08 de Outubro de 2021 |
| 4  | "Check this, Mama! It’s a Laura Dern party!"    | Phill Lewis        | Hailey Chavez                 | 08 de Outubro de 2021 |
| 5  | "Yikes! Grant asked Chelsea for a favor!"       | Phill Lewis        | Gilli Nissim                  | 08 de Outubro de 2021 |
| 6  | "Here's the tea! Jayden found a pottery twunk!" | Phill Lewis        | Mano Agapion                  | 08 de Outubro de 2021 |
| 7  | "Guys! It's a Cody Briggs night!"               | Jody Margolin Hahn | Dan Gregor                    | 08 de Outubro de 2021 |
| 8  | "OMG! Jayden's mom is back!"                    | Jody Margolin Hahn | Jim Brandon & Brian Singleton | 08 de Outubro de 2021 |
| 9  | "Seriously though! Chelsea has writer’s block!" | Richie Keen        | Greg Trimmer                  | 08 de Outubro de 2021 |
| 10 | "I mean... just watch!"                         | Richie Keen        | Jim Brandon & Brian Singleton | 08 de Outubro de 2021 |